# Hyper-Dolphin
Le ROV Hyper-Dolphin est un submersible sans pilote de recherche océanographique japonais  exploité par la Japan Agency for Marine-Earth Science and Technology (JAMSTEC), dont le siège est à Yokosuka.

## Historique
JAMSTEC exploite le ROV Dolphin-3K en tant que ROV de 3.000 mètres de profondeur depuis la fin des années 1980 et les possibilités de plongée plus profonde pour la recherche océanographique restaient limitées. Cette classe des 3.000 mètres a de nombreux besoins de la part des chercheurs et constitue la cible la plus populaire pour la recherche en eaux profondes.
Pour cette raison, un autre engin plus performant devenait nécessaire. Achevé en novembre 1999, l'essai en mer de l''Hyper-Dolphin a débuté au printemps 2000. Plus tard, l'engin a été introduit non seulement à la surveillance des fonds marins mais également au projet DONET (Dense Oceanfloor Network system for Earthquakes and Tsunamis) .

### Conception
Cette machine est équipée comme le  ROV canadien ISE. Il s'agit d'un ROV à câble ombilical mesurant 3.300 mètres de long (puis, plus tard, de 5.000 mètres de long) couplé d'un câble composite électro-optique de résistance à la rupture de 16,5 tonnes..
Il possède un moteur électrique d’une puissance de 75 kilowatts (courant électrohydraulique) qui est aussi utilisé pour fournir la pression hydraulique. L'unité de propulsion est équipée de 6 propulseurs et peut avancer de 3 nœuds en avant, de 2 nœuds en arrière, de 2 nœuds à gauche et à droite et de 1,5 nœud de haut en bas. La profondeur maximale de plongée était initialement de 3.000 mètres, mais a ensuite été portée à 4.500 mètres pour tenir compte du plan DONET.
Le RV Kaiyo était initialement utilisé comme navire de soutien, puis par le RV Natsushima après l'opération Shinkai 2000.

### Équipement
La plus grande caractéristique de l'équipement est sa caméra haute définition. Ceci a été récemment développé en collaboration avec la NHK en utilisant la même technologie que Super HARP installée dans "Dolphin-3K" lors de la rénovation de 1991. L'appareil photo est équipé d'un objectif zoom F1.8, 5x et est compacté avec une longueur de 639 mm et un diamètre extérieur de 216 mm. Outre cette caméra haute définition, il existe en tout quatre caméras de télévision. Les projecteurs sont équipés de 5 lampes halogènes (400 watts) et d'une lampe halogène (250 watts). Les phares avant sont orientables permettant de suivre pleinement les performances des caméras haute définition.
Outre ces capteurs électro-optiques, un sonar de navigation à obstacles, des jauges de profondeur et des altimètres sont également installés pour la navigation.
Pour le prélèvement des échantillons, une paire de manipulateurs et un panier à échantillons rétractable sont placés à l'avant de l'engin. Le manipulateur peut supporter un poids sous l'eau inférieur à 70 kg.